# Николич, Ратко
Ра́тко Ни́колич (серб. Ратко Николић / Ratko Nikolić; 11 июля 1977, Белград, СФРЮ) — югославский и сербский футболист. В зависимости от обстоятельств, играл как на правом, так и на левом флангах защиты. При схеме защиты «четыре в линию» выполнял функции правого линейного.

## Клубная карьера
Начинал свою карьеру в молодёжной школе «БСК» из его родного города, которая впоследствии подписала с ним контракт. В первую команду он попал в сезоне 1995/96. Однако поиграл в столичной команде недолго, и вскоре оказался в команде Второй лиги «Звездара», за которую выступал четыре года, в 1998 году находился на правах аренды в белградском «Милиционаре», однако через год вернулся в «Звездару». По словам Николича в «Звездаре» перед ним никто больших задач не ставил, и он играл в клубе в ожидании более выгодного предложения. Им всерьёз интересовался венгерский «МТК» из Будапешта. В январе 2000 года с Николичем, а также с другим сербом Миланом Йовичем связался агент ФИФА Деян Йоксимович и поинтересовался, не хотят ли они попробовать свои силы в московском «Спартаке», после согласия футболистов Йоксимович отдал кассеты с записями их матчей вице-президенту «Спартака» Григорию Есауленко. В феврале 2000 года Николич отправился на турецкий сбор действующего чемпиона России в Гейнуке. Однако контракт с ним не был подписан и он перешёл в другой московский клуб, «Спартак-Чукотка», выступавший в Первом дивизионе, который в августе того же года, в связи с отсутствием необходимых финансовых средств, снялся с первенства, после чего Николич перешёл в клуб Высшего дивизиона «Анжи» из Махачкалы, за который сыграл 17 матчей в чемпионате и одну игру в Кубке УЕФА против шотландского «Рейнджерса», выйдя на замену Арсену Акаеву.

## Международная карьера
Несмотря на то, что Ратко Николич выступал в клубе Второго дивизиона Югославии, его несколько раз вызывали в молодёжную сборную страны. Но ему в официальных матчах сыграть так и не удалось, так как, по словам футболиста, в Югославии было не принято выпускать на поле игроков, выступающих не в Высшем дивизионе.